# Prise d'otages du Maersk Alabama
 (avril 2023).
Si vous disposez d'ouvrages ou d'articles de référence ou si vous connaissez des sites web de qualité traitant du thème abordé ici, merci de compléter l'article en donnant les références utiles à sa vérifiabilité et en les liant à la section « Notes et références ».

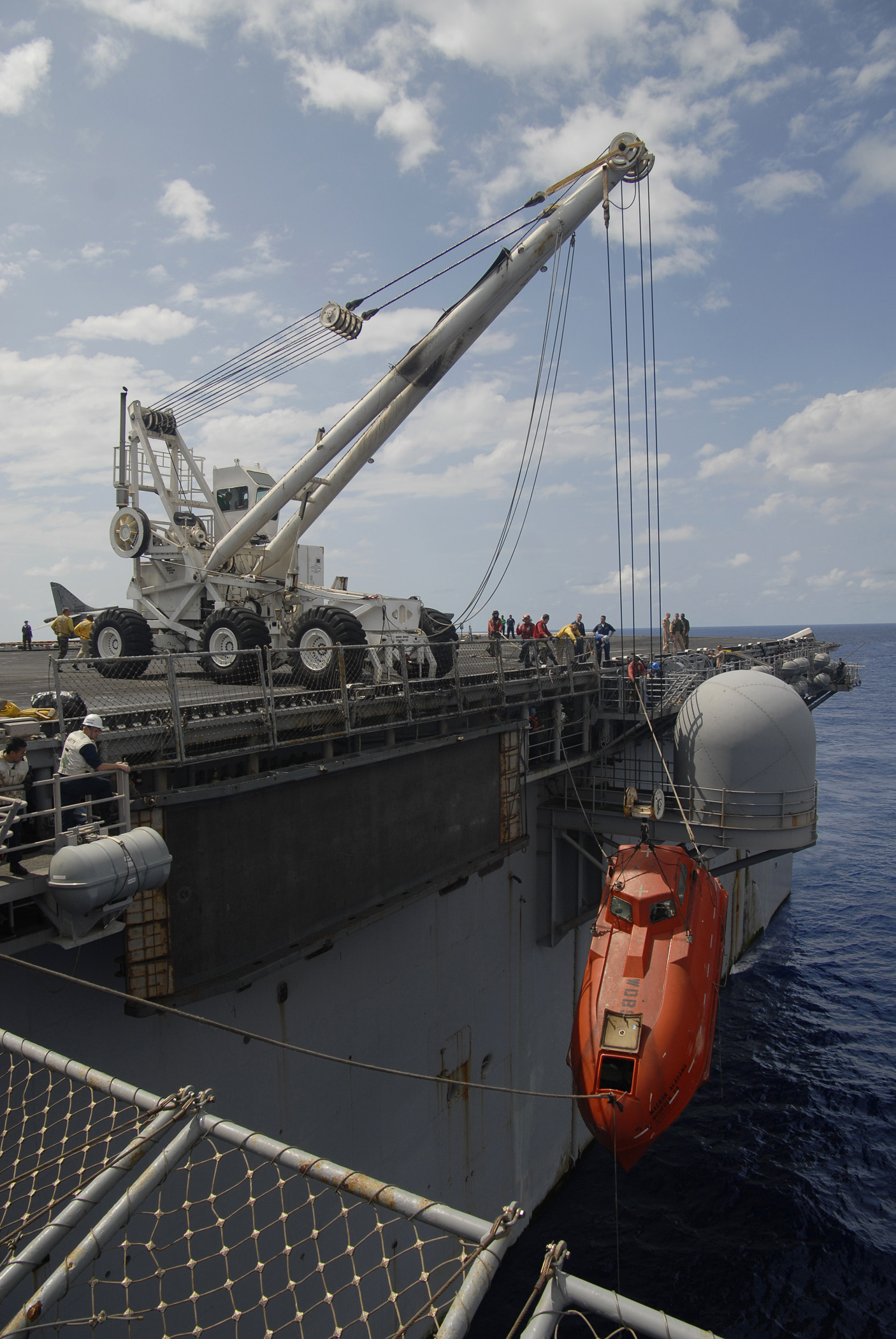
Le canot de survie du récupéré par l'.

La prise d'otages du Maersk Alabama est une série d'actes de piraterie qui a mené au détournement du porte-conteneurs MV Maersk Alabama et à la prise d'otages de son équipage par des pirates somaliens au large d'Eyl, afin d'obtenir une rançon. Cet événement, qui est le premier détournement d'un navire immatriculé sous pavillon américain par des pirates depuis le début du XIXe siècle, a pris fin après une opération de sauvetage par la marine américaine, et plus précisément de la SEAL Team Six, le 12 avril 2009.

## Histoire
Le bateau, avec un équipage de 23 personnes, chargé de 17 000 tonnes, faisait route vers Mombasa, au Kenya, après une escale à Djibouti. Le 8 avril 2009, quatre pirates, au moyen du FV Win Far 161, attaquèrent le bateau. Les quatre pirates avaient entre 17 et 19 ans, selon le secrétaire américain à la Défense Robert Gates.
Les membres d'équipage du Maersk Alabama avaient reçu une formation anti-piraterie et s'étaient entraînés la veille à bord. Leur entraînement avait inclus l'utilisation de petites armes, de secours de première nécessité. Quand l'alarme anti-piraterie retentit le mercredi 8 avril, le chef mécanicien Mike Perry emmena 14 membres d'équipage dans une "pièce sécurisée" que les mécaniciens avaient fortifiée pour une telle menace. Quand les pirates approchèrent, les membres restants tirèrent des fusées éclairantes. Le capitaine Richard Phillips et son second Matt Fisher firent osciller le gouvernail intentionnellement, ce qui réussit à submerger l'esquif des pirates.
Néanmoins le bateau fut abordé. Perry éteignit tous les systèmes du bateau et le navire fut entièrement plongé dans le noir. Les pirates capturèrent le capitaine Richard Phillips et plusieurs membres d'équipage mais s'aperçurent rapidement qu'ils ne pouvaient pas contrôler le navire.
Perry resta en dehors de la pièce sécurisée, attendant, couteau à la main, d'avoir une visite des pirates qui essayaient de localiser les membres manquants de l'équipage afin de reprendre le contrôle du bateau et de faire route vers la Somalie.
Perry plaqua le meneur des pirates et le fit prisonnier après une chasse dans la pénombre de la salle des machines. Le meneur, Abduwali Muse, se blessa profondément la main pour maintenir la lame de Perry loin de sa gorge. Le pirate fut ensuite ligoté et ses blessures furent traitées par le deuxième lieutenant Ken Quinn.
Plus tard, après avoir souffert dans la pièce sécurisée surchauffée pendant plusieurs heures, l'équipage essaya d'échanger le pirate qu'ils avaient capturé contre le capitaine, mais l'échange tourna mal quand les pirates, après avoir récupéré leur chef, refusèrent d'honorer leur engagement et de l'échanger avec le capitaine. Le capitaine Phillips les escorta jusqu'au canot de survie pour leur montrer comment le conduire, mais les pirates s'enfuirent à bord en l'emmenant en tant qu'otage.
Le 8 avril 2009, le destroyer américain USS Bainbridge et la frégate USS Halyburton – qui avait deux hélicoptères à bord – furent envoyés dans le golfe d'Aden pour traiter le problème. Ils atteignirent le Maersk Alabama tôt dans la journée du lendemain, le 9 avril.
Le Maersk Alabama fut escorté vers sa destination initiale de Mombasa où le capitaine Larry D. Aasheim prit le commandement du navire. Phillips avait remplacé Aasheim neuf jours auparavant. La stratégie des pirates était d'attendre la venue de davantage de navires pirates pour prendre davantage d'otages.
Le dimanche 12 avril 2009, les tireurs d'élite de la marine américaine SEAL ouvrirent le feu et tuèrent les trois pirates à bord du bateau de survie. Philipps, indemne, fut sauvé. Le Commandant Castellano avait reçu une autorisation de feu quand le danger immédiat pour la vie du capitaine fut déterminé : les pirates pointaient un fusil AK-47 dans le dos de Phillips. Les tireurs d'élite du Navy SEAL, de l'équipe "SEAL Team Six", tirèrent approximativement 6 ou 7 coups depuis la poupe du Bainbridge, tuant les trois pirates d'une balle dans la tête. Les Navy SEALs étaient arrivés le vendredi après-midi après avoir été parachutés dans les eaux non loin du Halyburton, qui rejoignit plus tard le Bainbridge.
Le quatrième pirate, Abduwali Muse, était à bord du Bainbridge en train de négocier et d'être traité pour ses blessures. Il fut condamné à 33 ans de prison.

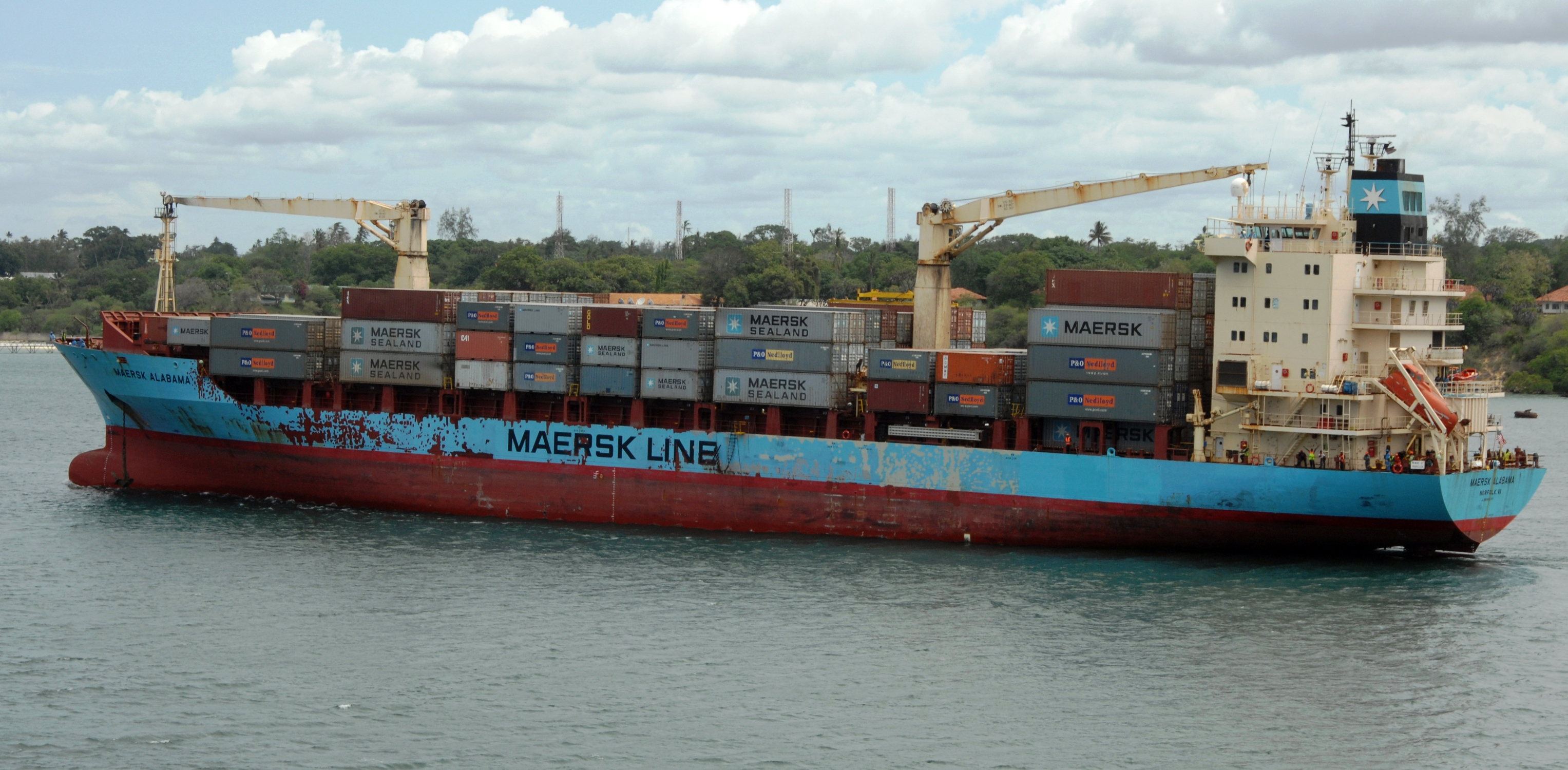
Le MV Maersk Alabama.
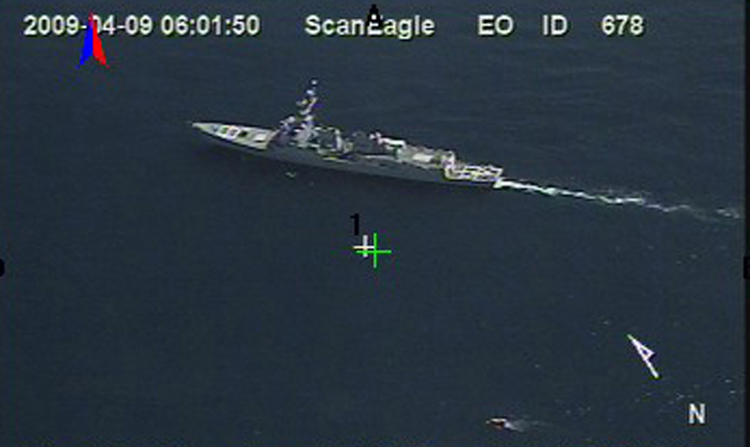
L'USS Bainbridge suivant le canot de survie du MV Maersk Alabama.
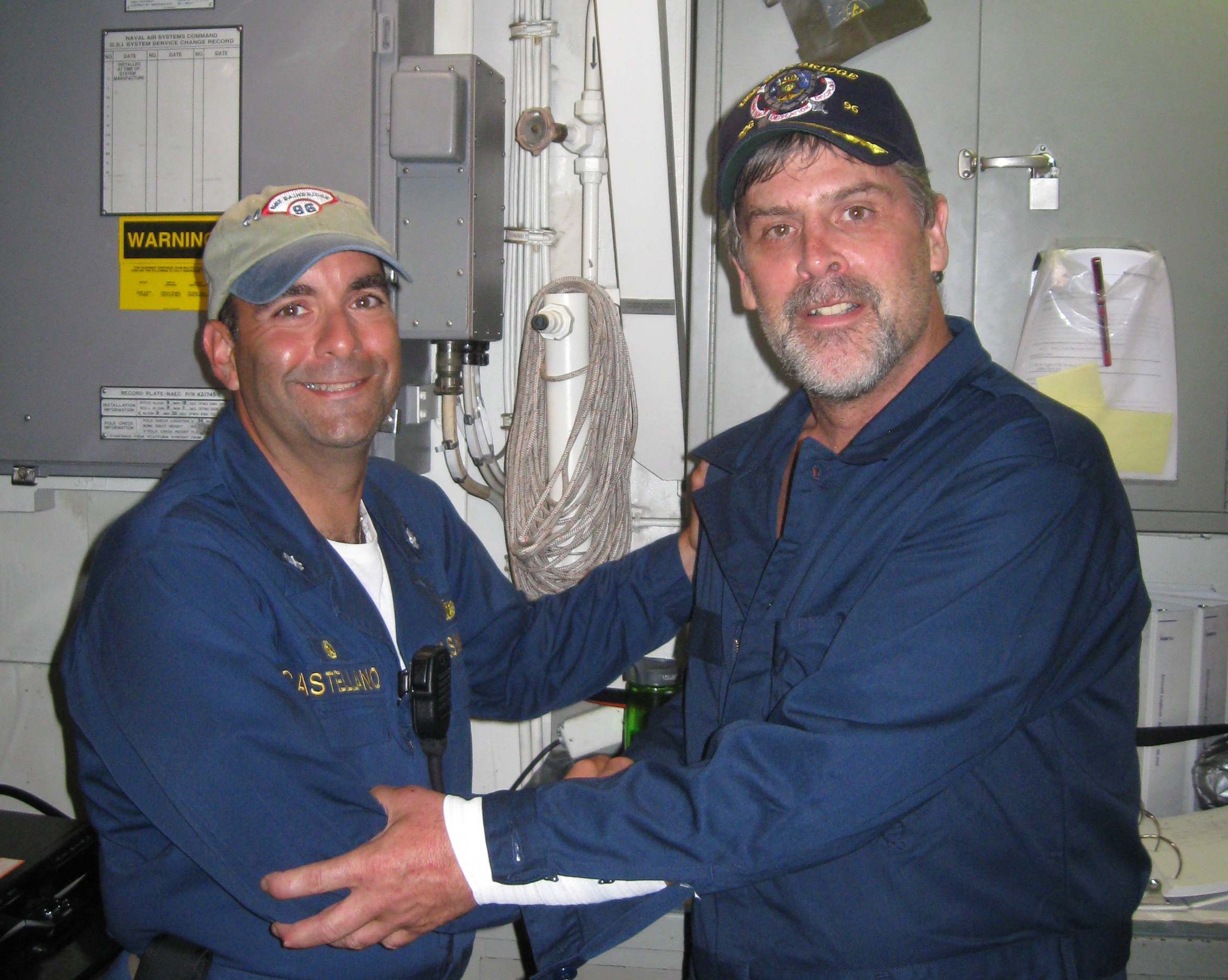
Frank Castellano (en) de l'USS Bainbridge et Richard Phillips.
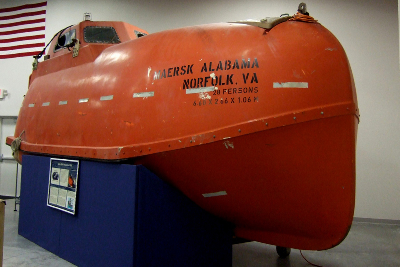
Le canot de survie du MV Maersk Alabama exposé au National Navy UDT-SEAL Museum (en).

## Postérité
L'histoire de cet épisode a été rapportée dans le livre A Captain's Duty (2010) de Stephan Talty et de Richard Phillips, ce dernier étant capitaine du navire au moment de l'événement. L'histoire a ensuite été reprise dans le film Capitaine Phillips (2013) avec Tom Hanks, et fait également l'objet d'un chapitre reprenant l'action des SEALs dans le jeu Medal of Honor: Warfighter.